# George Drouillard
George Drouillard (shawnee) (1773 o 1775 - 1810) va ser un intèrpret de l'idioma huron, caçador i cartògraf que va ser llogat als 30 anys pel viatge de Descobriment de Lewis i Clark per explorar el Territori de la Compra de la Louisiana el 1804-1806, per cercar una ruta aquàtica cap a l'oceà Pacífic. Més tard va ser guia i trampejador per Manuel Lisa al riu Missouri superior i s'uní a la Missouri Fur Company el 1809. Es creu que Drouillard va ser mort en aquesta zona en un atac de les ètnies blackfeet o atsina.

## Llegat i honors
- Mont Drouillard (anteriorment Mount Drewyer) a Teton County, Montana, rep el seu nom.
- El George Drouillard Museum va ser fundat el 1996 a Bellefontaine, Ohio per Shawnee Nation, URB.